# Katarynka (film)
Katarynka – polski film obyczajowy z 1967 w reżyserii Stanisława Jędryki, zrealizowany na podstawie znanej noweli Bolesława Prusa pt. Katarynka. Film jest produkcją telewizyjną, trwa 27 minut. Główną rolę zagrał Tadeusz Fijewski.

## Obsada
- Tadeusz Fijewski – pan Tomasz
- Iza Nowocin(inne języki) – niewidoma dziewczynka
- Barbara Horawianka – matka dziewczynki
- Zdzisław Maklakiewicz – Paweł, lokaj pana Tomasza
- Bronisław Pawlik – fryzjer Fitulski
- Aleksander Fogiel – Kazimierz, dozorca kamienicy
- Janusz Kłosiński – zarządca komienicy
- Włodzimierz Skoczylas – kataryniarz
- Czesław Piaskowski – garnkarz-druciarz
- Alicja Zommer – sąsiadka pana Tomasza
- Helena Makowska – znajoma sąsiadki pana Tomasza
- Józef Łodyński – tragarz
- Henryk Staszewski – tragarz